# Sunny King Criterium
Le Sunny King Criterium est une course cycliste américaine disputée chaque année à Anniston, dans l'État de l'Alabama. Elle fut autrefois inscrite au calendrier de l'USA Cycling Pro Road Tour.

## Présentation
En 2010, elle devient l'un des premiers critériums américains à se doter d'une couverture télévisée en direct. 
L'édition 2020 est annulée en raison du contexte sanitaire lié à la pandémie de Covid-19.

## Palmarès

### Élites Hommes
| Année | Vainqueur         | Deuxième          | Troisième          |
| ----- | ----------------- | ----------------- | ------------------ |
| 2003  | Chandler Weeks    |                   |                    |
| 2004  | David McCook      |                   |                    |
| 2005  | Juan José Haedo   |                   |                    |
| 2006  | Juan José Haedo   | Iván Domínguez    | Jeffrey Hopkins    |
| 2007, | Frank Travieso    | Alejandro Borrajo | Luca Damiani       |
| 2008, | Hilton Clarke     | Karl Menzies      | Caleb Manion       |
| 2009  | Karl Menzies      | Kyle Wamsley      | John Murphy        |
| 2010  | Ben Kersten       | Hilton Clarke     | Alessandro Bazzana |
| 2011  | Jonathan Cantwell | Michael Northey   | Rahsaan Bahati     |
| 2012  | Isaac Howe        | Carlos Alzate     | Kyle Wamsley       |
| 2013  | Carlos Alzate     | Sergio Hernandez  | Karl Menzies       |
| 2014  | Carlos Alzate     | Ricardo Escuela   | David Guttenplan   |
| 2015  | Tyler Magner      | Luke Keough       | Hilton Clarke      |
| 2016  | Travis McCabe     | Michael Hernandez | Aldo Ino Ilešič    |
| 2017  | John Murphy       | Carlos Alzate     | Karl Menzies       |
| 2018  | Bryan Gómez       | Brendan Rhim      | Rubén Companioni   |
| 2019  | Eric Young        | Alfredo Rodríguez | Frank Travieso     |
| 2020  | annulé            |                   |                    |
| 2021  | Tanner Ward       | Michael Hernandez | Thomas Gibbons     |
| 2022  | Alfredo Rodríguez | Thomas Gibbons    | Tyler Magner       |
| 2023  | Cade Bickmore     | Alfredo Rodríguez | Tyler Magner       |
| 2024  | Alfredo Rodríguez | Bryan Gómez       | Roderyck Asconeguy |
| 2025  | Lucas Bourgoyne   | Alfredo Rodríguez | Michael Garrison   |

### Élites Femmes
| Année | Vainqueur          | Deuxième             | Troisième              |
| ----- | ------------------ | -------------------- | ---------------------- |
| 2006  | Tina Pic           |                      |                        |
| 2007, | Laura Van Gilder   | Tina Pic             | Sarah Caravella (en)   |
| 2008, | Tina Pic           | Kelly Benjamin       | Jen McCrae             |
| 2009  | Brooke Miller      | Tina Pic             | Laura Van Gilder       |
| 2010  | Nichole Wangsgard  | Carla Swart          | Jacquelyn Crowell (en) |
| 2011  | Janel Holcomb      | Samantha Schneider   | Kelly Benjamin         |
| 2012  | Erica Allar        | Jade Wilcoxson       | Laura Van Gilder       |
| 2013  | Coryn Rivera       | Erica Allar          | Jennifer Purcell       |
| 2014  | Coryn Rivera       | Erica Allar          | Morgan Brown           |
| 2015  | Hannah Barnes      | Coryn Rivera         | Erica Allar            |
| 2016  | Samantha Schneider | Sarah Fader          | Skylar Schneider       |
| 2017  | Lauren Hall        | Erica Allar          | Kendall Ryan           |
| 2018  | Lily Williams      | Lauretta Hanson      | Harriet Owen           |
| 2019  | Summer Moak (en)   | Laura Jorgensen (en) | Danielys García        |
| 2020  | annulé             |                      |                        |
| 2021  | Harriet Owen       | Emily Ehrlich        |                        |
| 2022  | Skylar Schneider   | Maggie Coles-Lyster  | Alexis Ryan            |
| 2023  | Lizbeth Salazar    | Kendall Ryan         | Sarah Van Dam          |
| 2024  | Kendall Ryan       | Alexis Magner        | Harriet Owen           |
| 2025  | Samantha Clark     | Rebecca Lang         | Makayla MacPherson     |